# Blomstertid
För TV-serien med samma namn, se Blomstertid (TV-serie)
Blomstertid är Kjell Höglunds andra musikalbum, utgivet augusti 1972. Liksom med föregångaren Undran stod Höglund själv för pressning och försäljning av skivan. De båda skivorna återsläpptes som en dubbel-LP september 1975, då hos skivbolaget Alternativ (senare Atlantis).

## Låtlista
Text och musik: Kjell Höglund.

### Sida A
1. "Paranoja" - 3:45
2. "Tankar inför mitt bröllop" - 2:40
3. "Briljant" - 4:50
4. "Varma vindar" - 3:40
5. "Exekution" - 1:30
6. "Du sålde min biljett" - 2:25
7. "Resignera älskling" - 3:50
8. "Freddis instruktion ur ormgropen" - 3:00

### Sida B
1. "Kvastfeningarnas språkrör" - 2:55
2. "Ängeln, trollet, kärleken" - 6:00
3. "Den gröna sfinxen" - 3:05
4. "Lycka" - 0:35
5. "Gruppdiskussion" - 2:10
6. "Brittmari" - 4:25
7. "Ringaren i Notre Dame" - 4:25
8. "Trollen" - 1:30

## Medverkande
- Kjell Höglund - gitarr (spår A3-A5, A8, B1, B4-B7), munspel (spår A1, B2, B7), textuppläsning (spår B8), sång
- Bernt Norrman - gitarr
- Bengt Lindgren - gitarr, elbas, kazoo